# 矮人嗜好
矮人嗜好（わいじんしこう、Microphilia）とは、相対的に自分より小さな人間に対するフェティシズムである。ここで言う「小さな」は「背の低い」あるいは「ミニチュアサイズ」の両方の意味を含む。必ずしも巨大嗜好（Macrophilia）の対義語ではない。
対象が小人ないし何らかの要因により縮小された人間（いわゆるシュリンカー）の場合は、丸呑み嗜好（Vorarephilia）や異物挿入（Insertion fantasy）と関連付けられる場合も少なくない。